# Ideonella sakaiensis
Ideonella sakaiensis is een staafvormige bacterie.
De bacterie werd ontdekt tijdens een onderzoek aan de Universiteit van Kyoto waarbij aan 250 monsters van vuilstortplaatsen kleine stukjes polyethyleentereftalaat werden toegevoegd. De bacterie hecht zich aan de kunststof door middel van een soort slijmdraden en besproeit ze vervolgens met een enzym dat de petmoleculen opsplitst. Een tweede enzym zou de pet vervolgens verder afbreken tot tereftaalzuur en ethyleenglycol vermoeden de wetenschappers. De bacterie zou door middel van evolutie deze eigenschappen hebben verworven.
De bacterie werd vernoemd naar de stad waar ze werd aangetroffen, Sakai.